# Friedrich Wessel
Friedrich Wessel (Bonn, 1945. április 29. –) világbajnok német tőrvívó.